# 比熊山城
比熊山城（ひぐまやまじょう）は、広島県三次市上里にあった日本の城。比叡尾山城より拠点を移した三吉氏の居城。

## 概要
尾関山城北方に聳える比熊山一帯に位置し、山の上には東西に伸びる数段の曲輪跡が残っている。その他、土塁、石垣、畝状竪堀、堀切、井戸の遺構がある。
「比熊山」は元々は「日隈山」と表記され、三吉氏が旧本拠地の「比叡尾山」の「比」の字を取って「比隈山」とし、江戸時代の浅野氏の時に山の形が「熊」のうずくまる姿を想起させるところから「比熊山」と改名された。
江の川・西城川・馬洗川を天然の堀とし、三つの川の合流地点に向けて突き出したところに比熊山が立地し、南麓の出城である尾関山城が登城口を固めている。この城も比熊山城の普請とほぼ同時期に築城されたものと思われる。
頂上の本丸跡は「千畳敷」とも呼ばれている。木槌の伝説で有名な稲生武太夫が心身を鍛練した場所だと伝えられている。
三次市内から山頂まで30分の距離にあり、南麓の鳳源寺境内から「比熊山もののけ登山道案内図」という標題の案内板が出ており、そこから山道が延びている。春の新緑、秋の紅葉など手軽なハイキングコースとして親しまれ、三次市名物の「霧の海」の格好の展望場所でもある。
前掲の寺には、「神籠石（こうごいし）」あるいはたたり石といわれる神が宿る石が崇拝されており、触るとたたりがあるとに伝えられている。この石は、江戸時代の寛延2年（1749年）、三次藩の藩士と伝えられる、上述の稲生武太夫（幼名・平太郎）が体験した妖怪物語『稲生物怪録』の中に出てくる石だと言われている。

## 歴史・沿革
畠敷の比叡尾山城城主、三吉新兵衛広高が天正19年（1591年）に築城した。三吉氏は、三次盆地を根拠地とした有力国人で、比叡尾山城を本城とし、戦国時代には大内氏、のちに毛利元就に従った。本拠地を移設した理由として、畠敷の市が三次に移動したため、江の川流域に城下町の機能を整備し直す必要を感じたためと思われる。
慶長5年（1600年）の関ヶ原の戦いでの西軍の敗退の責めを問われ、毛利氏が長門・周防二国に移封された。三吉氏は毛利氏の配下であったため、城は築城8年あまりで放棄された。広高は浪人して出家していたが、広島藩初代藩主の浅野長晟（ながあきら）に広島へ招かれて家臣となり、寛永11年（1634年）に没した。
長晟の息子で、初代三次藩藩主、浅野長治は、廃城後の礎石と城門の唐投戸を明鏡山照林坊に移築し、城門と陣鐘を三勝寺に寄進した。どちらも両寺に現存している。

## 交通アクセス
- 西日本旅客鉄道（JR西日本）：芸備線 三次駅よりバスで10分。
- バス：「尾関山公園停留所」下車すぐ。または「三次中学校前停留所」下車、徒歩5分。いずれとも三次駅より乗車できる。
- 自動車：中国自動車道 三次インターチェンジより国道375号線経由。尾関山公園の無料駐車場を利用できる。